# جبل ورثينجتون
جبل ورثينجتون هو قمة جبلية يبلغ ارتفاعه 2،168 متر (7،113 قدم) في سلسلة جبال أوريول في جبال سينت إلياس، في منتزه ومحمية كلوان الوطنية في يوكون بكندا. يقع الجبل فوق شواطئ بحيرة كاثلين، على بعد 7.2 كم (4 ميل) شمال غرب قمة كنجز ثرون عبر البحيرة، و19 كم (12 ميل) جنوب شرق تقاطع هينز. يمكن رؤية الجبل من طريق هينز السريع حيث يرتفع بشكل بارز 1570 متر (5150 قدم) فوق البحيرة. تم اعتماد اسم الجبل رسميًا في 12 أغسطس 1980 من قبل مجلس الأسماء الجغرافية الكندي. استنادًا إلى تصنيف كوبن للمناخ ، يقع جبل ورثينجتون في مناخ شبه قطبي يتميز بشتاء طويل وبارد ومثلج وصيف معتدل.

## صور

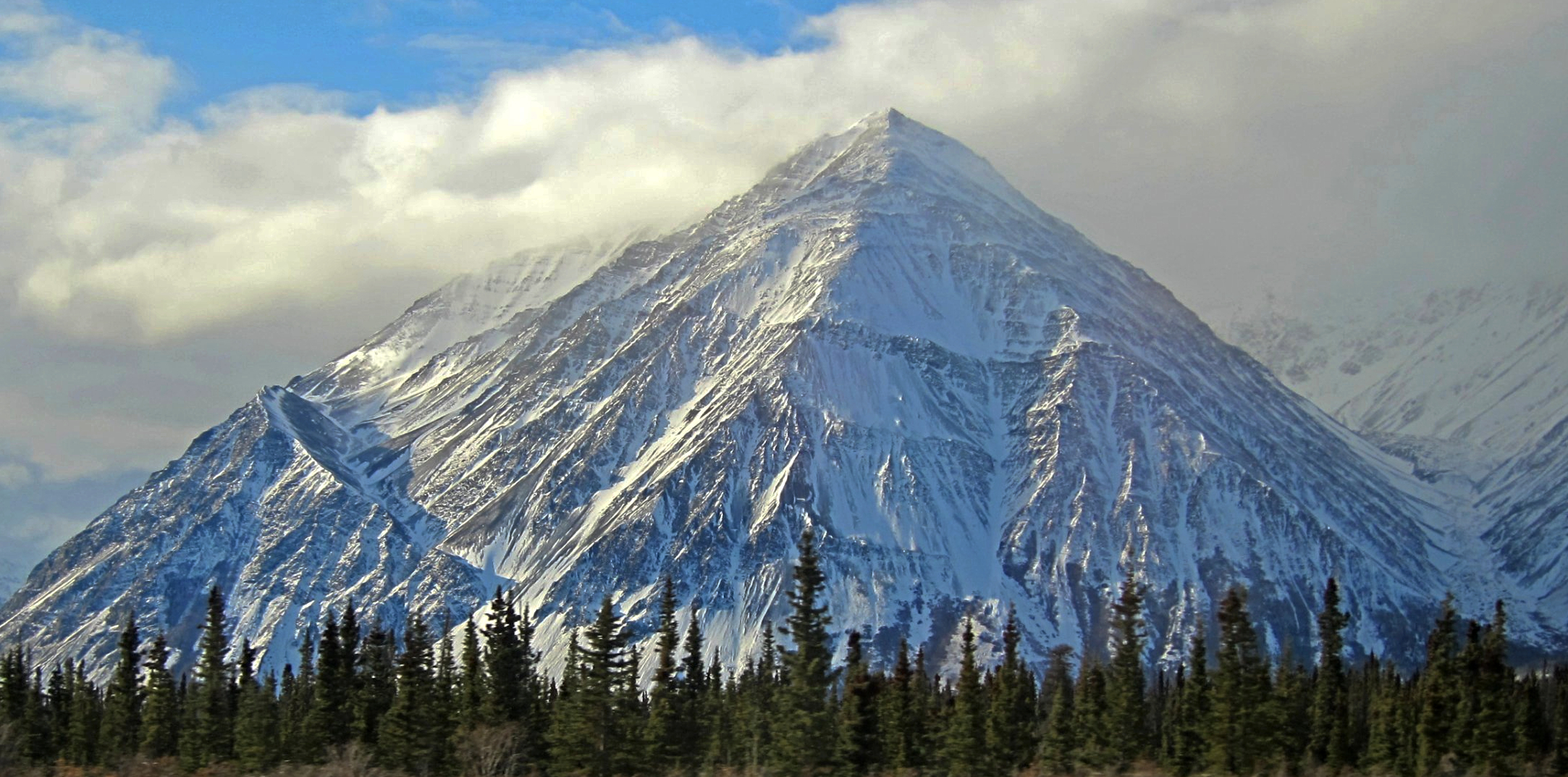
جبل ورثينجتون

## روابط خارجية
- Mount Worthington: weather forecast
- Parks Canada website: Kluane